# Международные карты химической безопасности
Международные карты химической безопасности (International Chemical Safety Cards, ICSC) представляют собой листы, на которых приводится информация о свойствах химических веществ, используемых в промышленности и быту. Информация излагается в унифицированной и наглядной форме, доступной для восприятия. Форма и содержание Карт согласованы экспертами в рамках Международной Программы по Химической Безопасности.
Карты разрабатывались совместно тремя международными организациями: Всемирной организацией здравоохранения (ВОЗ), Международной организацией труда (МОТ) и Программой ООН по окружающей среде (UNEP). Эта совместная работа проводилась в рамках Международной программы химической безопасности в 1980-х, и конечной её целью было собрать, упорядочить и систематизировать информацию о химических веществах, представляющих опасность для человека (и окружающей среды), и распространить её в удобной и доступной форме.
Первоначально карты были разработаны на английском языке, опубликованы, их содержание было рассмотрено на встречах (специалистов) после публикации. Затем содержание было переведено на другие языки (на сайте МОТ): немецкий, итальянский, французский, венгерский, датский, финский, японский, польский. Были сделаны переводы на хинди, эстонский и китайский языки. В 1999г в Научно-исследовательском институте экологии человека и гигиены окружающей среды им. А.Н.Сысина Российской Академии Медицинских Наук (НИИ ЭЧ и ГОС им. А.Н.Сысина РАМН) сотрудниками лаборатории комплексного эколого-гигиенического нормирования был сделан перевод части карт на русский язык, и они бесплатно доступны для просмотра на сайте Института промышленной безопасности. Сейчас оригинальный проект на английском языке охватывает порядка 1700 веществ.

## Форма представления информации
Для представления карт использовался стандартизованный формат так, чтобы дать стабильной вид приводимой информации, и карты предназначались для опубликования на двух сторонах стандартного листа бумаги - чтобы ими было легко и удобно пользоваться в производственных условиях.
При подготовке карт старались использовать стандартизованные фразы и выражения с целью их компьютерной подготовки, обработки и последующего перевода на другие языки (с применением компьютера).

## Идентификация веществ
Для идентификации веществ в картах использовались номера ООН (UN), номера CAS и номера веществ в базе данных Национального института охраны труда (NIOSH)RTECS. Считали, что использование этих трёх номеров позволит однозначно и просто идентифицировать вредное вещество, и даёт доступ к соответствующей химической и санитарно-гигиенической информации о нём.
При выполнении работы задача систематизировать вредные химические вещества не ставилась - использовалась уже имевшаяся общепринятая международная классификация. Например, в картах приводятся номера ООН (UN Committee of Experts), относящиеся к безопасности при перевозке, и при этом используется классификация опасностей ООН (когда такая имеется). Кроме того, в картах оставлено место для использования для размещения национальной классификации в области промышленной безопасности (если такая имеется).

## Разработка карт
Разработкой карт занимаются специалисты институтов, работающих в области промышленной гигиены, токсикологии и безопасности жизнедеятельности из разных стран. При выборе новых веществ для разработки карт учитывается то, какую степень опасности представляет это вещество для людей. Учитывается объём его производства, степень опасности для людей, токсические и иные свойства. Возможно, национальные отличия в структуре производства и применения разных веществ привели к тому, что для ряда вредных веществ, которые учитываются российским документом карты не разработаны, и наоборот. При выборе новых веществ для разработки карт безопасности для них учитывается мнение представителей стран - участников проекта, и заинтересованных организаций (например - профсоюзов).
Проект новой карты разрабатывается на английском языке экспертами на основе доступной опубликованной информации, а затем рецензируется всеми экспертами на встречах два раза в год - перед утверждением и публикацией. Аналогично проводится пересмотр содержания, в том числе при появлении новой и важной информации о веществе. Это приводит к тому, что каждый год база данных пополняется 50-100 новыми картами, и её объём возрос с нескольких сотен в 1980-х до ~1700.

## Качество приводимых сведений и рекомендаций
Поскольку карты разрабатываются, рецензируются и периодически пересматриваются компетентными экспертами из разных стран, они содержат качественную информацию и рекомендации - более качественную, чем в других источниках аналогичной информации.
Однако карты не имеют никакой юридической силы, и могут не соответствовать требованиям национального законодательства конкретной страны. Они не должны рассматриваться как замена требований национального законодательства в области промышленной безопасности, гигиены и охраны труда, и их рекомендации не являются обязательными для выполнения для работодателя и производителя (вредных веществ). Но признано, что карты могут быть главным источником соответствующей информации для работодателя и рабочих и в слаборазвитых странах, и на предприятиях среднего и малого размера.
В целом, приводимая в картах информация согласуется с конвенцией МОТ № 170 «О химических веществах» (не ратифицирована РФ) и Рекомендациях о химических веществах № 177 (1990); Директиве ЕС (European Union Council Directive 98/24/EC); и критериям ООН в области международной классификации и маркировки химических веществ (United Nations Globally Harmonized System of Classification and Labelling of Chemicals (GHS) criteria).
Недостатком карт является отсутствие информации о мгновенно-опасных концентрациях вредных веществ (это требуется для выбора достаточно эффективных СИЗОД), и отсутствие конкретных указаний по выбору адекватных типов средств индивидуальной защиты (СИЗ). Но эти недостатки связаны с международным характером карт, в принципе не позволяющим учесть значительные отличия требований национального законодательства в отношении выбора СИЗ.

## Международная система классификации и маркировки химических веществ (GHS)
Международная система классификации и маркировки химических веществ широко используется во всём мире. Она была создана для помощи потребителю в части идентификации потенциальных опасностей, создаваемых химическими веществами в производственных условиях.
Классификация GHS была добавлена в новые и пересмотренные карты химической безопасности (начиная с 2006г), и при разработке стандартных фраз и выражений, используемых разработчиками карт, были учтены особенности GHS для того, чтобы текст в картах согласовывался с принципами и подходами, используемыми в GHS. Использование GHS в картах было одобрено комитетом ООН, так как это поможет развивающимся странам использовать GHS, и поможет более широкому использованию классификации химических веществ GHS.

## Паспорта безопасности
Между картами и Паспортами безопасности (Material Safety Data Sheets MSDS), используемыми изготовителями химической продукции или International Council of Chemical Associations (ICCA), есть большое сходство.
Но это не одно и то же. Паспорта безопасности во многих отношениях технически очень сложные, так что их трудно использовать; и их указания необходимо выполнять. А карты содержать опубликованную рецензируемую информацию в краткой и удобной форме (и их рекомендации не обязательны для выполнения).
Таким образом карты не заменяют паспорта безопасности; и за работодателем сохраняется ответственность - предупреждать рабочих о том, какие вещества используются, их свойствах и создаваемом ими потенциальном риске.
Вместо этого карты являются дополнением к паспортам безопасности - так, чтобы улучшить информированность администрации и рабочих о риске, возникающем при работе с разными химическими веществами.

## Внешние ссылки
- ICSC - official site на сайте Международной организации труда
- ICSC home page - official site на сайте Международной организации труда
- ICSC information note FAQ - official site на сайте Международной организации труда
- ICSC in different languages - official site на сайте Международной организации труда
- ICSC participating institutions - official site на сайте Международной организации труда
- ICSC promotional leaflet in English - official site на сайте Международной организации труда
- ICSC - official site на сайте Всемирной организации здравоохранения